# Associação Americana pelo Sufrágio Feminino
A Associação Americana pelo Sufrágio Feminino (American Woman Suffrage Association - AWSA) foi formada em 1869 para trabalhar pelo sufrágio feminino nos Estados Unidos. A AWSA fez lobby junto aos governos estaduais para que promulgassem leis concedendo ou ampliando o direito de voto das mulheres nos Estados Unidos. Lucy Stone, sua líder mais proeminente, começou a publicar um jornal em 1870 chamado Woman's Journal. Ele foi concebido como a voz da AWSA e acabou se tornando a voz do movimento de mulheres como um todo.
Em 1890, a AWSA se fundiu com uma organização rival, a Associação Nacional pelo Sufrágio Feminino (National Woman Suffrage Association - NWSA). A nova organização, chamada Associação Nacional do Sufrágio Feminino Americano (National American Woman Suffrage Association - NAWSA), foi inicialmente liderada por Susan B. Anthony e Elizabeth Cady Stanton, que haviam sido as líderes da NWSA.

## Origens
Após a Guerra Civil, em 1866, os líderes dos movimentos abolicionistas e sufragistas fundaram a Associação Americana de Direitos Iguais (American Equal Rights Association - AERA) para defender o direito de voto dos cidadãos, independentemente de raça ou sexo. As divisões entre os membros do grupo, que existiam desde o início, tornaram-se evidentes durante a luta pela ratificação de duas emendas à Constituição dos Estados Unidos. A Décima Quarta Emenda, que garantia proteção igualitária das leis a todos os cidadãos, independentemente de raça, cor, credo ou condição anterior de servidão, acrescentou a palavra “masculino” à Constituição pela primeira vez. A Décima Quinta Emenda estendeu o direito de voto aos homens afro-americanos, mas não às mulheres. Após sua controversa convenção em maio de 1869, a AERA foi efetivamente dissolvida. Depois disso, duas organizações rivais foram formadas para fazer campanha pelo sufrágio feminino. A Associação Nacional pelo Sufrágio Feminino (NWSA) foi formada em uma reunião organizada às pressas dois dias após a última convenção da AERA. Os preparativos para a formação da rival Associação Americana pelo Sufrágio Feminino (AWSA) começaram logo em seguida.
A AWSA foi fundada em novembro de 1869, em uma convenção em Cleveland, após a emissão de uma convocação assinada por mais de 100 pessoas de 25 estados. Ela foi organizada por líderes da Associação de Sufrágio Feminino da Nova Inglaterra (New England Woman Suffrage Association - NEWSA), criada em novembro de 1868 como parte da divisão em desenvolvimento no movimento feminino. A AWSA e a NEWSA operavam separadamente com lideranças que se sobrepunham.
Querendo se diferenciar dos líderes da NWSA, que haviam expressado hostilidade à influência política masculina, os fundadores da AWSA fizeram questão de convidar abolicionistas e políticos republicanos proeminentes para assinar a convocação de sua convenção de fundação. A primeira lista de membros consistia em um número igual de homens e mulheres, e a convenção concordou em alternar a presidência da organização entre uma mulher e um homem. Henry Ward Beecher foi o primeiro presidente da AWSA, e Lucy Stone foi a presidente do comitê executivo, cuja sede era em Boston.
Os afro-americanos participaram da convenção de fundação da AWSA e desempenharam papéis importantes na organização. Robert Purvis [en] foi eleito vice-presidente da Pensilvânia nessa convenção. Frances Ellen Watkins Harper [en], também membro fundador da AWSA, fez o discurso de encerramento nas convenções anuais de 1873 e 1875.
As ativistas do sufrágio que esperavam evitar uma divisão no movimento convenceram Susan B. Anthony, uma das líderes da NWSA, a participar da convenção de fundação da AWSA. Ela recebeu um assento na plataforma, onde ouviu discursos que expressavam a determinação de substituir a NWSA. Ela se levantou para falar logo após o discurso de Lucy Stone, oferecendo-se para cooperar com a AWSA e dizendo que o movimento era mais importante do que qualquer organização. A divisão, no entanto, continuou por muitos anos.
A NWSA, liderada por Elizabeth Cady Stanton e Susan B. Anthony, condenou a Décima Quinta Emenda como uma injustiça para as mulheres. Em seu boletim The Revolution, Stanton apelava periodicamente para o racismo e o etnocentrismo a fim de distinguir o sufrágio feminino do sufrágio masculino negro: “Patrick e Sambo e Hans e Yung Tung, que não sabem a diferença entre uma monarquia e uma república”, declarou Stanton, não tinham o direito de "fazer leis para [a líder feminista] Lucretia Mott". A AWSA, da qual faziam parte Lucy Stone, Frances Ellen Watkins Harper, Henry Blackwell [en], Julia Ward Howe e Josephine Ruffin [en], apoiava fortemente o Partido Republicano e a Décima Quinta Emenda, que, segundo elas, não seria aprovada pelo Congresso se incluísse o voto feminino. Outra integrante foi a abolicionista e defensora dos direitos das mulheres Sojourner Truth.
Em 1870, Lucy Stone, a líder da AWSA, começou a publicar um jornal semanal de oito páginas chamado Woman's Journal como a voz da AWSA. Por fim, ele se tornou a voz do movimento de mulheres como um todo.

## Comparação com a NWSA
Após a Reconstrução, a AWSA começou a se diferenciar da NWSA de várias outras maneiras:
- A AWSA incluía homens e mulheres. A NWSA era exclusivamente feminina;[17]

- A AWSA optou por não fazer campanhas sobre outras questões relacionadas à igualdade de gênero, concentrando seus esforços no sufrágio. A NWSA também se posicionou sobre várias outras questões relacionadas aos direitos das mulheres, inclusive melhores direitos de propriedade para mulheres casadas e leis que facilitariam o divórcio de mulheres casadas;[19]
- A AWSA acreditava que o sucesso poderia ser alcançado mais facilmente por meio de campanhas estaduais. Como parte dessa estratégia, o grupo adotou uma estrutura federada, estabelecendo capítulos estaduais e locais em todo o país, especialmente no leste e no meio-oeste. A NWSA inicial defendia a garantia do sufrágio feminino por meio de uma emenda constitucional federal, embora seu trabalho também tenha sido transferido para o nível estadual durante a década de 1880.[4][20]
- A AWSA apoiava as instituições sociais tradicionais, como o casamento e a religião. A NWSA criticava aspectos dessas instituições que considerava injustos para as mulheres.[4]
- A AWSA empregava táticas de lobby menos militantes, como petições, testemunhos perante legislaturas e discursos públicos. A NWSA usava litígios e outras táticas de confronto.[4][17]

Elizabeth Cady Stanton e outros membros da NWSA empregaram o racismo para distinguir o sufrágio feminino do sufrágio masculino negro. Em contraste, Lucy Stone e os membros da AWSA aceitaram a ausência de uma cláusula de sufrágio feminino na Décima Quinta Emenda, enquanto argumentavam que o sufrágio para as mulheres seria mais benéfico para o país do que o sufrágio para os homens negros.

## Vitórias políticas
Várias conquistas modestas, mas significativas, para o sufrágio feminino ocorreram durante o período de vinte anos de atividade da AWSA. As mulheres de dois estados do Oeste, Wyoming e Utah, conquistaram o direito ao voto. Uma média de 4,4 estados por ano consideraram, mas não adotaram o sufrágio feminino. Oito outros estados também consideraram referendos sobre a questão; nenhum deles, entretanto, foi bem-sucedido.

## Formação da Associação Nacional pelo Sufrágio Feminino Americano
A AWSA era inicialmente maior do que a NWSA, mas sua força diminuiu durante a década de 1880. Stanton e Anthony, as principais figuras da NWSA, eram mais conhecidas como líderes do movimento pelo sufrágio feminino durante esse período e mais influentes na definição de sua direção.
Na década de 1880, ficou cada vez mais claro que as rivalidades entre os grupos eram contraproducentes para a meta de votos para as mulheres. As conversas sobre uma fusão entre a AWSA e a NWSA começaram em 1886. Após vários anos de negociações, as organizações se uniram oficialmente em 1890 para formar a Associação Nacional do Sufrágio Feminino Americano (NAWSA). Entre as líderes dessa nova organização estavam Elizabeth Cady Stanton, Susan B. Anthony, Carrie Chapman Catt, Frances Willard, Mary Church Terrell [en], Matilda Joslyn Gage e Anna Howard Shaw. Stanton atuou como primeira presidente da NAWSA em uma função amplamente cerimonial, enquanto Anthony foi sua principal força na prática. O movimento sufragista se distanciou dos grupos trabalhistas e manteve seu foco nos níveis mais abastados da sociedade.
Os três primeiros volumes da History of Woman Suffrage [en], de seis volumes, foram escritos pelas líderes da NWSA antes da fusão. Incluíam um capítulo de 107 páginas sobre a história da AWSA, mas forneciam muito mais informações sobre a própria NWSA, escritas a partir de seu próprio ponto de vista. Esse retrato desequilibrado do movimento influenciou a pesquisa acadêmica nesse campo por muitos anos. Foi somente em meados do século XX que a AWSA começou a receber a devida atenção acadêmica.